# 경학
경학(經學)은 유교의 가르침을 적은 13개의 유가 경전의 본래 뜻을 탐구하거나 해설하는 학문이다. 즉 공자와 맹자의 가르침의 본 뜻을 탐구하는 학문이다. 경학은 한나라 때에 발생하였으며, 경학자들은 때로는 사상적 또는 정치적 노선에 따라 유교 경전을 해석하기도 하였다. 

## 남북조시대의 경학
남조경학은 장안과 낙양에서 발전했던 북조경학과 학풍이 다른데, 남조경학은 양나라에서 성립되어 백제와 일본에 영향을 주었다. 일본어의 한자를 읽는 방법은 음독 즉 한음과 훈독 즉 오음이 사용되는데, 남조경학에서는 오음을 사용했다. 이후 견당사로 다녀온 유학생들이 북조경학의 한음을 들여 왔을 것으로 추측한다.